# Champdieu

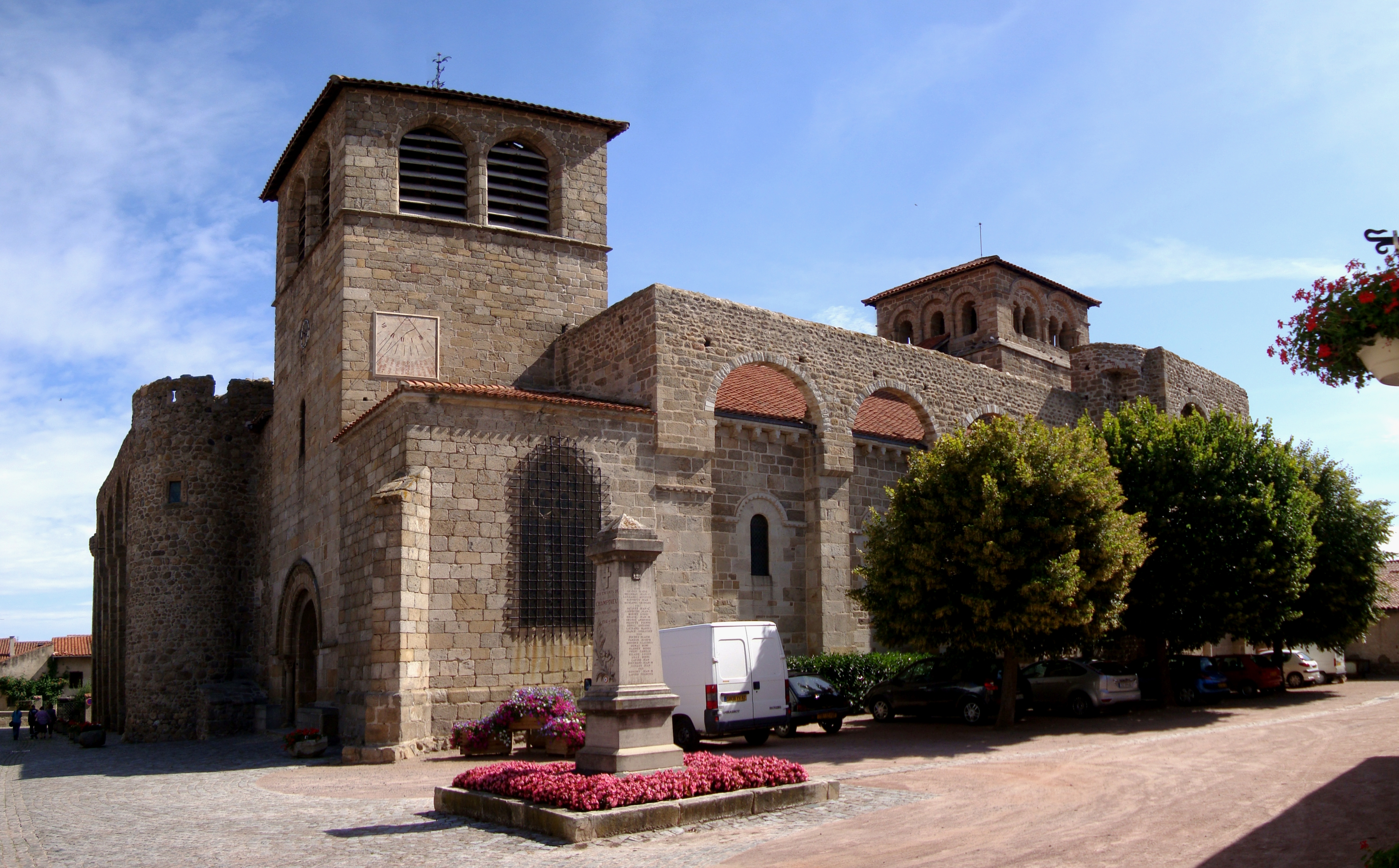
Kościół w Champdieu, 2009

Champdieu (Castrum Candiaco) – miejscowość i gmina we Francji, w regionie Owernia-Rodan-Alpy, w departamencie Loara.
Według danych na rok 1990 gminę zamieszkiwało 1 355 osób, a gęstość zaludnienia wynosiła 74 osoby/km² (wśród 2880 gmin regionu Rodan-Alpy Champdieu plasuje się na 620. miejscu pod względem liczby ludności, natomiast pod względem powierzchni na miejscu 579.).